# Joseph Ochaya
Joseph Benson Ochaya (ur. 14 grudnia 1993 w Kampali) – ugandyjski piłkarz występujący na pozycji obrońcy.
Joseph Ochaya jest wychowankiem Kampala Capital City Authority FC. W 2011 roku grał w wietnamskim Navibank Ho Chi Minh, a w latach 2012–2014 w Asante Kotoko, z którym dwukrotnie zdobył mistrzostwo Ghany i wywalczył Puchar Ghany 2014. Po powrocie do Kampala CAA został mistrzem Ugandy 2016. W sezonie 2015/16 został wybrany najlepszym piłkarzem Ugandyjskiej Super League.
W reprezentacji Ugandy gra od 2012 roku. Został powołany na Puchar Narodów Afryki 2017.